# 茜 (スキマスイッチの曲)
「茜」（あかね）は、スキマスイッチの配信リリース作品。

## 解説
- 配信シングルとしては「吠えろ!」以来2カ月ぶり。
- インストゥルメンタル曲としては自身初の配信リリース。

## 収録曲
1. 茜
作曲：スキマスイッチ
  - テレビ朝日系『スーパーJチャンネル』お天気コーナーテーマソング[1]。
  - 主旋律にチェロを採用したインスト楽曲[2]。
  - この曲に歌詞がつけられた楽曲として「風がめくるページ」がある[3][4]。
  - もともと歌モノとして制作されていたが、タイアップの依頼を受け「茜」が先に制作された[3]。